# Wojciech Marchwicki
Wojciech Marchwicki (ur. 8 października 1883 - zm. 8 października 1945) – polski prawnik, przedsiębiorca, działacz ludowy i węgierski urzędnik konsularny.

## Życiorys
W latach 1926–1930 pełnił funkcję honorowego konsula Węgier w Krakowie na województwo krakowskie, kieleckie, śląskie. W latach 1926–1941 był właścicielem Pałacu w Piaskach Wielkich, obecnie w granicach Krakowa, goszcząc m.in. Wincentego Witosa. Fundator witraża w Kościele Najświętszego Serca Pana Jezusa w Piaskach Wielkich. W 1941 został uwięziony w więzieniu na Montelupich. 
Pochowany na cmentarzu Rakowickim w Krakowie.